# 西陵 (鹿児島市)
西陵（せいりょう）は、鹿児島県鹿児島市の町丁。郵便番号は890-0032。人口は12,341人、世帯数は5,548世帯。（2020年4月1日現在）。西陵一丁目から西陵八丁目までが設置されており、西陵一丁目から西陵八丁目までの全域で住居表示を実施している。
株式会社上野城によって「西郷団地」（さいごうだんち）として造成された住宅団地である。

## 地理
鹿児島市の西部、新川の中流域の丘陵地上に位置している。町域全体が西別府町と田上町に跨る台地を「西郷団地」として造成した新興住宅地である。最も低い位置にある西陵三丁目（標高30m）から最も高い位置にある西陵八丁目（125m）までの斜面上に住宅が多く所在している。
町域の北方から東方にかけては田上、北方には西別府町、南方から西方にかけては田上町、西方には五ケ別府町がそれぞれ接している。
教育施設は町域の西部には鹿児島市立西陵中学校、東端には鹿児島市立西陵小学校が所在している。また、北東端部には鹿児島インターチェンジがあり、町域の西部を指宿スカイライン（鹿児島県道17号指宿鹿児島インター線）の西陵トンネルが地下を通り、町域の北端を国道3号鹿児島バイパスが東西に通っている。

### 町名の由来
「西陵」という町名は田上の西の丘に位置していることに由来している。

尚、「西郷団地」という名前の由来は、かつて、西郷隆盛がこの地で狩りをして楽しんだことからこの名がつけられている。その際に、小屋として使用した建物跡地が西別府町に残っている。

## 歴史

### 西郷団地の造成
西郷団地は、田上町と西別府町を新たに、造成され作られた団地であり、西郷団地という団地名の由来は、昔この付近で西郷隆盛が狩りをして楽しんだ場所であったことに由来している。西郷団地は田上四丁目に本社を置く株式会社上野城によって一工区、二工区、三工区に分けて造成が行われ、一工区は1968年（昭和43年）、二工区は1979年（昭和54年）、三工区は1977年（昭和52年）に造成が開始された。
1978年（昭和53年）に鹿児島市立西陵小学校、1984年（昭和59年）には鹿児島市立西陵中学校が設置された。

### 西陵の設置
1980年（昭和55年）7月28日に田上町、西別府町の各一部にあたる西郷団地地区において住居表示が実施されることとなり、町域の再編が実施された。田上町・西別府町の各一部より「西陵一丁目」、「西陵二丁目」、西別府町の一部より「西陵三丁目」、「西陵四丁目」が新たに設置された。
1988年（昭和63年）2月15日には、西別府町、田上町の各一部にあたる西郷団地地区の残りの区域で住居表示が実施され、西別府町の一部より「西陵五丁目」、田上町・西別府町の各一部より「西陵六丁目」、西別府町の一部より「西陵七丁目」、「西陵八丁目」が設置された。その他に西別府町の一部が西陵二丁目及び西陵四丁目、田上町の一部が西陵二丁目に編入され、1990年（平成2年）2月13日には田上町の一部が西陵一丁目、西陵三丁目の各一部に編入された。1997年（平成9年）2月17日に西別府町の一部が西陵三丁目に編入され、1999年（平成11年）には田上町の一部を西陵六丁目の一部に、西別府町の一部を西陵七丁目の一部にそれぞれ編入した。
2016年（平成28年）2月1日には西別府町の一部が西陵七丁目に編入された。

### 町域の変遷
| 変更後             | 変更日             | 変更前           |
| ------------------ | ------------------ | ---------------- |
| 西陵一丁目（新設） | 1980年（昭和55年） | 田上町（一部）   |
| 西陵一丁目（新設） | 1980年（昭和55年） | 西別府町（一部） |
| 西陵二丁目（新設） | 1980年（昭和55年） | 田上町（一部）   |
| 西陵二丁目（新設） | 1980年（昭和55年） | 西別府町（一部） |
| 西陵三丁目（新設） | 1980年（昭和55年） | 西別府町（一部） |
| 西陵四丁目（新設） | 1980年（昭和55年） | 西別府町（一部） |
| 西陵二丁目（編入） | 1988年（昭和63年） | 西別府町（一部） |
| 西陵二丁目（編入） | 1988年（昭和63年） | 田上町（一部）   |
| 西陵四丁目（編入） | 1988年（昭和63年） | 西別府町（一部） |
| 西陵五丁目（新設） | 1988年（昭和63年） | 西別府町（一部） |
| 西陵六丁目（新設） | 1988年（昭和63年） | 西別府町（一部） |
| 西陵六丁目（新設） | 1988年（昭和63年） | 田上町（一部）   |
| 西陵七丁目（新設） | 1988年（昭和63年） | 西別府町（一部） |
| 西陵八丁目（新設） | 1988年（昭和63年） | 西別府町（一部） |
| 西陵一丁目（編入） | 1990年（平成2年）  | 田上町（一部）   |
| 西陵三丁目（編入） | 1990年（平成2年）  | 田上町（一部）   |
| 西陵三丁目（編入） | 1997年（平成9年）  | 西別府町（一部） |
| 西陵六丁目（編入） | 1999年（平成11年） | 田上町（一部）   |
| 西陵七丁目（編入） | 1999年（平成11年） | 西別府町（一部） |
| 西陵七丁目（編入） | 2016年（平成28年） | 西別府町（一部） |

## 人口

### 丁目別
|            | 世帯数 | 人口   |
| ---------- | ------ | ------ |
| 西陵一丁目 | 697    | 1,530  |
| 西陵二丁目 | 961    | 2,158  |
| 西陵三丁目 | 838    | 2,008  |
| 西陵四丁目 | 716    | 1,551  |
| 西陵五丁目 | 435    | 942    |
| 西陵六丁目 | 590    | 1,309  |
| 西陵七丁目 | 602    | 1,317  |
| 西陵八丁目 | 709    | 1,533  |
| 計         | 5,548  | 12,348 |

### 国勢調査
以下の表は国勢調査による小地域集計が開始された1995年以降の人口の推移である。
| 年                 | 人口   |
| ------------------ | ------ |
| 1995年（平成7年）  | 12,879 |
| 2000年（平成12年） | 13,401 |
| 2005年（平成17年） | 13,419 |
| 2010年（平成22年） | 12,787 |
| 2015年（平成27年） | 12,398 |

## 施設

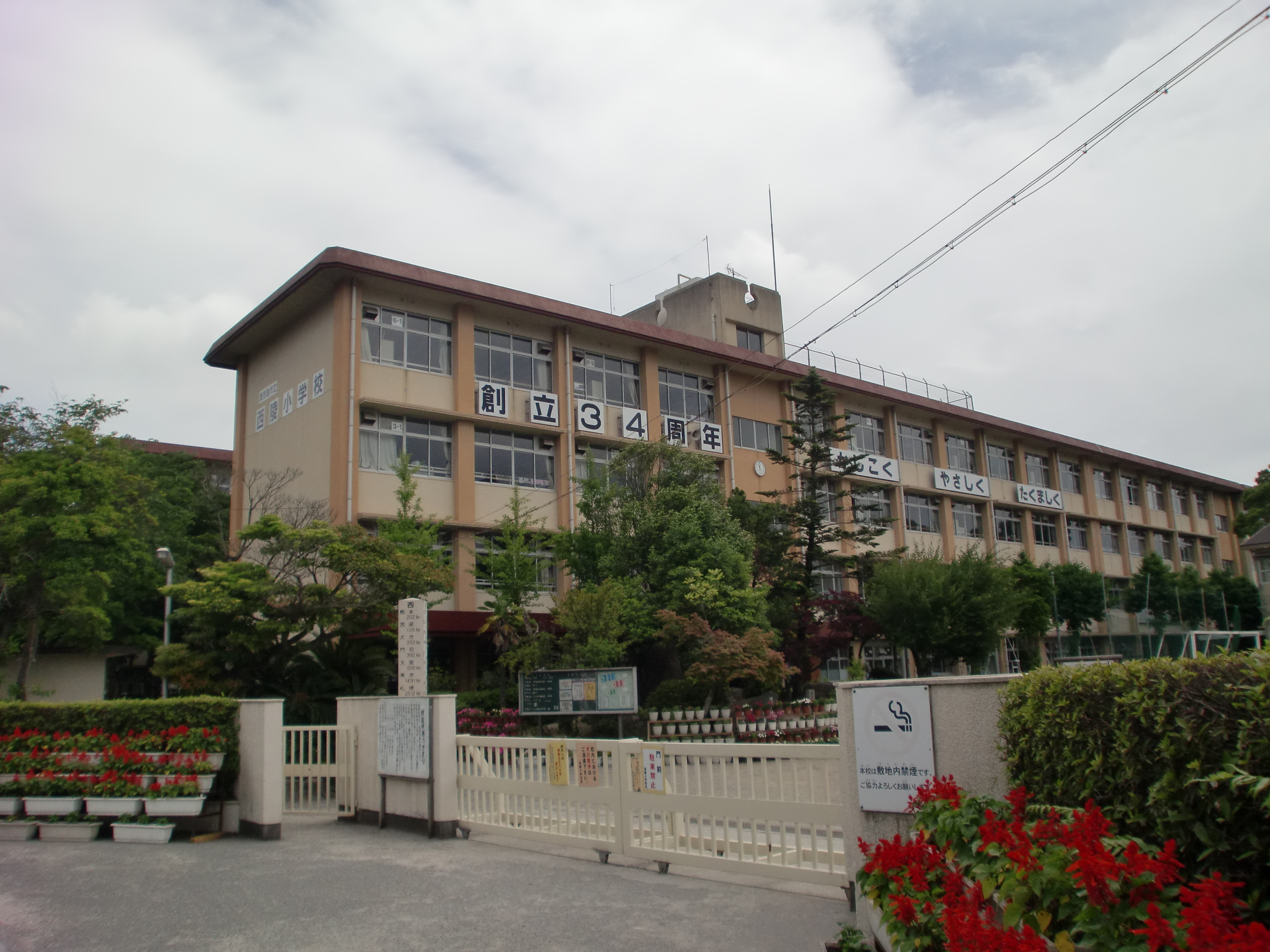
鹿児島市立西陵小学校

### 公共
- 西陵福祉館[30]
- 西陵第14公園

### 教育
- 鹿児島市立西陵中学校[31]
- 鹿児島市立西陵小学校[32]
- さつき幼稚園[33]

### 郵便局
- 鹿児島西郷団地郵便局[34]
- 鹿児島西陵郵便局[35]

## 小・中学校の学区
市立小・中学校に通う場合、学区（校区）は以下の通りとなる。
| 町丁       | 番・番地 | 小学校               | 中学校               |
| ---------- | -------- | -------------------- | -------------------- |
| 西陵一丁目 | 全域     | 鹿児島市立西陵小学校 | 鹿児島市立西陵中学校 |
| 西陵二丁目 | 全域     | 鹿児島市立西陵小学校 | 鹿児島市立西陵中学校 |
| 西陵三丁目 | 全域     | 鹿児島市立西陵小学校 | 鹿児島市立西陵中学校 |
| 西陵四丁目 | 全域     | 鹿児島市立西陵小学校 | 鹿児島市立西陵中学校 |
| 西陵五丁目 | 全域     | 鹿児島市立西陵小学校 | 鹿児島市立西陵中学校 |
| 西陵六丁目 | 全域     | 鹿児島市立西陵小学校 | 鹿児島市立西陵中学校 |
| 西陵七丁目 | 全域     | 鹿児島市立西陵小学校 | 鹿児島市立西陵中学校 |
| 西陵八丁目 | 全域     | 鹿児島市立西陵小学校 | 鹿児島市立西陵中学校 |

## 交通

### 道路
一般国道
- 国道3号（鹿児島バイパス・鹿児島東西幹線道路・南九州西回り自動車道）

主要地方道
- 指宿スカイライン（鹿児島県道17号指宿鹿児島インター線）